# Ilourais
Les Ilourais (en latin Ilurensis) étaient le peuple aquitain (proto-basque) qui habitait la cité antique d'Iluro, l'actuel Oloron.
Les Ilourais avaient pour voisins les Suburates ou Sybillates à l'ouest et les Bénéharnais à l'est.